# Вільє-ле-Сек (Кальвадос)
Вільє́-ле-Сек (фр. Villiers-le-Sec) — колишній муніципалітет у Франції, у регіоні Нормандія, департамент Кальвадос. Населення — 299 осіб (2011).
Муніципалітет був розташований на відстані близько 220 км на захід від Парижа, 19 км на північний захід від Кана.

## Історія
До 2015 року муніципалітет перебував у складі регіону Нижня Нормандія. Від 1 січня 2016 року належав до нового об'єднаного регіону Нормандія.
1-1-2017 Вільє-ле-Сек, Креллі i Сен-Габрієль-Бресі було об'єднано в новий муніципалітет Креллі-сюр-Сель.

## Демографія
Динаміка населення (Insee ):
Розподіл населення за віком та статтю (2006):
| Стать | Всього | До 15 років | 15-24 | 25-44 | 45-64 | 65-85 | Понад 85 |
| --- | ------ | ----------- | ----- | ----- | ----- | ----- | -------- |
| Чоловіки | 140    | 32          | 16    | 52    | 32    | 8     | 0        |
| Жінки | 152    | 48          | 4     | 44    | 44    | 12    | 0        |
| \| Статево-вікова піраміда \| Статево-вікова піраміда \| Статево-вікова піраміда \| \| ----------------------- \| ----------------------- \| ----------------------- \| \| Чоловіки \| Вік \| Жінки \| \| 0 \| 85 + \| 0 \| \| 4 \| 80-84 \| 0 \| \| 0 \| 75-79 \| 4 \| \| 0 \| 70-74 \| 0 \| \| 4 \| 65-69 \| 8 \| \| 0 \| 60-64 \| 8 \| \| 20 \| 55-59 \| 8 \| \| 4 \| 50-54 \| 12 \| \| 8 \| 45-49 \| 16 \| \| 16 \| 40-44 \| 4 \| \| 12 \| 35-39 \| 20 \| \| 12 \| 30-34 \| 12 \| \| 12 \| 25-29 \| 8 \| \| 8 \| 20-24 \| 4 \| \| 8 \| 15-20 \| 0 \| \| 20 \| 10-14 \| 16 \| \| 8 \| 5-9 \| 20 \| \| 4 \| 0-4 \| 12 \| |        |             |       |       |       |       |          |
| Статево-вікова піраміда |        |             |       |       |       |       |          |
| Чоловіки | Вік    | Жінки       |       |       |       |       |          |
| 0 | 85 +   | 0           |       |       |       |       |          |
| 4 | 80-84  | 0           |       |       |       |       |          |
| 0 | 75-79  | 4           |       |       |       |       |          |
| 0 | 70-74  | 0           |       |       |       |       |          |
| 4 | 65-69  | 8           |       |       |       |       |          |
| 0 | 60-64  | 8           |       |       |       |       |          |
| 20 | 55-59  | 8           |       |       |       |       |          |
| 4 | 50-54  | 12          |       |       |       |       |          |
| 8 | 45-49  | 16          |       |       |       |       |          |
| 16 | 40-44  | 4           |       |       |       |       |          |
| 12 | 35-39  | 20          |       |       |       |       |          |
| 12 | 30-34  | 12          |       |       |       |       |          |
| 12 | 25-29  | 8           |       |       |       |       |          |
| 8 | 20-24  | 4           |       |       |       |       |          |
| 8 | 15-20  | 0           |       |       |       |       |          |
| 20 | 10-14  | 16          |       |       |       |       |          |
| 8 | 5-9    | 20          |       |       |       |       |          |
| 4 | 0-4    | 12          |       |       |       |       |          |

## Економіка
2010 року серед 191 особи працездатного віку (15—64 років) 143 були активними, 48 — неактивними (показник активності 74,9%, у 1999 році було 58,8%). З 143 активних мешканців працювало 125 осіб (68 чоловіків та 57 жінок), безробітними було 18 (8 чоловіків та 10 жінок). Серед 48 неактивних 18 осіб було учнями чи студентами, 20 — пенсіонерами, 10 були неактивними з інших причин.

У 2010 році в муніципалітеті числилось 108 оподаткованих домогосподарств, у яких проживали 301,0 особи, медіана доходів виносила 19 220 євро на одного особоспоживача